# Seznam československých velvyslanců v Belgii
Seznam československých velvyslanců v Belgii obsahuje vedoucí diplomatické mise Československa v Belgickém království. Vzájemné diplomatické vztahy započaly roku 1919 po uznání Československa ze strany belgické monarchie 28. listopadu 1918. Česká republika pak v lednu 1993 navázala s Belgií na předchozí diplomatické styky československého státního útvaru.

## Vyslanci Československa
- od 11.06. 1919 Karel Halla, delegát československé vlády u vlády belgické
- od 21.09. 1919 Karel Mečíř, vyslanec
- od 15.08. 1922 Ludvík Strimpl, vyslanec
- od 21.10. 1927 Dr. František Havlíček, vyslanec
- od 23.10. 1931 Dr. Vladimír Slavík, vyslanec
- v letech 1939-1945 diplomatické styky přerušeny
- od 01.12. 1945 Dr. Josef Lelek, vyslanec, chargé d’affaires
- od 28.08. 1946 Dr. Dezider Rakšány, vyslanec (1950–1951 delegát Mezispojeneckého reparačního úřadu v Bruselu)
- od 18.01. 1951 Jan Obhlídal, vyslanec
- od 26.10. 1955 Dr. František Josíf, vyslanec
- od 19.10. 1959 Vladimír Ludvík, vyslanec
- od 26.11. 1962 Ing. Miroslav Šustal, vyslanec–velvyslanec

## Velvyslanci Československa
- od 16.12. 1966 Dr. Jaroslav Tauer, velvyslanec
- od 04.11. 1970 Vladimír Koucký, velvyslanec
- od 02.03. 1979 Karel Havlík, velvyslanec
- od 02.03. 1984 Jaroslav Kvaček, velvyslanec
- od 17.11. 1988 Karel Lukáš, velvyslanec (od ledna 1993 v rámci České republiky, do 14.02. 1996)